# Daniel Contenay
Daniel Contenay (* 1. Mai 1937 in Nizza) ist ein ehemaliger französischer Diplomat.

## Leben
Daniel Contenay ist der Sohn von Jeanine Szajerowicz und André Contenay, einem Architekten.  Er studierte Rechtswissenschaft am Institut d’études politiques de Paris und trat 1963 in den auswärtigen Dienst ein. Am Quai d’Orsay war er Projektleiter von Edgard Pisani (Landwirtschaft, dann Equipment, 1965–1966). Von 1985 bis 1986 war Daniel Contenay Generalkonsul in der Möhlstraße 10, Bogenhausen, mit dem Amtsbezirk Bayern. Vom 30. Juni 1989 bis zum 29. März 1993 war er Botschafter in Damaskus. Contenay ist von Florence Goetz geschieden.
| Vorgänger     | Amt                                                                 | Nachfolger            |
| ------------- | ------------------------------------------------------------------- | --------------------- |
| Alain Grenier | Französischer Botschafter in Syrien 30. Juni 1989 bis 29. März 1993 | Jean-Claude Cousseran |